# Poch’ŏn
Poch’ŏn (kor. 보천군, Poch’ŏn-gun) – powiat w Korei Północnej, w prowincji Ryanggang. W 2008 roku liczył 37 225 mieszkańców. Graniczy z powiatami Samjiyŏn od północy, Paek’am od wschodu, z miastem Hyesan i powiatem Unhŭng od południa, a także z należącą do Chin prowincją Jilin od zachodu. Przez powiat przebiega wąskotorowa (rozstaw szyn 762 mm) linia kolejowa Samjiyŏn o długości 81 km, łącząca stację Wiyŏn na terenie miasta Hyesan oraz stację Motga w stolicy powiatu Samjiyŏn o tej samej nazwie. 83% terytorium powiatu stanowią lasy.

## Historia
Przed wyzwoleniem Korei spod okupacji japońskiej, tereny należące do powiatu wchodziły w skład miejscowości (kor. myŏn) Poch’ŏn i Taejin w powiecie Hyesan, wówczas w prowincji Hamgyŏng Południowy (dziś Hyesan stanowi osobne miasto, stolicę prowincji Ryanggang). W obecnej formie powstał w wyniku gruntownej reformy podziału administracyjnego w grudniu 1952 roku. W jego skład weszły wówczas tereny należące wcześniej do miejscowości  Poch’ŏn, Taejin i Unhŭng (1 wieś). W skład prowincji Ryanggang powiat wszedł tuż po jej powstaniu w październiku 1954 roku.

## Podział administracyjny powiatu
W skład powiatu wchodzą następujące jednostki administracyjne:
| Nazwa jednostki administracyjnej | Rodzaj jednostki administracyjnej | Chosŏn'gŭl     | Hancha         |
| -------------------------------- | --------------------------------- | -------------- | -------------- |
| Poch’ŏn-ŭp                       | miasteczko                        | 보천읍         | 普天邑         |
| Taejinp'yŏng-rodongjagu          | dzielnica robotnicza              | 대진평로동자구 | 大鎭坪勞動者區 |
| Taep'yŏng-rodongjagu             | dzielnica robotnicza              | 대평로동자구   | 大坪勞動者區   |
| Kasan-ri                         | wieś                              | 가산리         | 佳山里         |
| Hwajŏn-ri                        | wieś                              | 화전리         | 樺田里         |
| Ŭihwa-ri                         | wieś                              | 의화리         | 儀化里         |
| Sinhŭng-ri                       | wieś                              | 신흥리         | 新興里         |
| Unnam-ri                         | wieś                              | 운남리         | 雲南里         |
| Taesin-ri                        | wieś                              | 대신리         | 大新里         |
| Hŭngsŏng-ri                      | wieś                              | 흥성리         | 興成里         |
| Puhŭng-ri                        | wieś                              | 보흥리         | 保興里         |
| Paekja-ri                        | wieś                              | 백자리         | 栢子里         |
| Taehŭng-ri                       | wieś                              | 대흥리         | 大興里         |
| Mun'am-ri                        | wieś                              | 문암리         | 門岩里         |
| Naegok-ri                        | wieś                              | 내곡리         | 內曲里         |
| Songbong-ri                      | wieś                              | 송봉리         | 松峰里         |
| Sangryong-ri                     | wieś                              | 상룡리         | 上龍里         |
| Ryongdŏk-ri                      | wieś                              | 룡덕리         | 龍德里         |
| Hosan-ri                         | wieś                              | 호산리         | 虎山里         |
| Ch'ŏngnim-ri                     | wieś                              | 청림리         | 靑林里         |